# Parolpium gracile
Espèce
Synonymes
- Olpium gracile Beier, 1930

Parolpium pallidum est une espèce de pseudoscorpions de la famille des Olpiidae.

## Distribution
Cette espèce est endémique d'Arabie saoudite. Elle se rencontre sur Sanafir.

## Systématique et taxinomie
Cette espèce a été décrite sous le protonyme Olpium gracile par Beier en 1930. Elle est placée dans le genre Parolpium par Beier en 1931.

## Publication originale
- Beier, 1930 : Pseudoscorpione aus Marocco nebst einer Art von der Insel Senafir. Bulletin de la Société des Sciences Naturelles du Maroc, vol. 10, p. 70-77.